# Sumberagung (Grabag)
Sumberagung is een bestuurslaag in het regentschap Purworejo van de provincie Midden-Java, Indonesië. Sumberagung telt 2263 inwoners (volkstelling 2010).